# Acanthoptilum gracile
Acanthoptilum gracile is een Pennatulaceasoort uit de familie van de Virgulariidae. De wetenschappelijke naam van de soort is voor het eerst geldig gepubliceerd in 1863 door Gabb.